# Ernst Kurz
Ernst Josef Kurz (* 13. September 1935 in Oberschützen; † 19. Februar 2021 ebenda) war ein österreichischer Politiker (ÖVP) und Landwirt. Er war von 1982 bis 1996 Abgeordneter zum Burgenländischen Landtag.

## Leben
Kurz wurde als Sohn des Landwirts Josef Kurz aus Oberschützen geboren und absolvierte nach fünf Klassen der Volksschule und vier Klassen des Bundesrealgymnasiums Oberschützen eine zweijährige Landwirtschaftsschule. Er war in der Folge als Landwirt tätig und machte sich 1969 selbständig. 1989 wurde ihm der Berufstitel Ökonomierat verliehen.

## Politik
Kurz begann seine politische Karriere 1967 als Vizebürgermeister in Oberschützen und engagierte sich ab 1972 im Presbyterium der evangelischen Pfarrgemeinde Oberschützen. 1979 übernahm er die Funktion des ÖVP-Ortsparteiobmanns in Oberschützen, 1980 wurde er Obmann des Bezirksbauernrats. Zudem wirkte er ab 1970 als Obmann der Burgenländischen Landeskörkommission und war von 1972 bis 1975 Vorsitzender des Aufsichtsrates des Burgenländischen Schweinezuchtverbandes und ab 1990 Obmann des Burgenländischen Fleckviehzuchtverbandes. Kurz vertrat die ÖVP vom 29. Oktober 1982 bis zum 27. Juni 1996 im Burgenländischen Landtag.